# Ru de Villars
Pour les articles homonymes, voir Villars.
Le ru de Villars est un cours d'eau français qui coule dans le département de Seine-et-Marne, en région Île-de-France. C'est un affluent du ru de Barcq, donc un sous-affluent de la Voulzie.

## Géographie
De 10,5 kilomètres de longueur, le ru de Villars nait dans la commune de Saint-Hillierset, se jette dans le ru de Barcq  à Rouilly. 
Il s'écoule globalement du nord vers le sud.

### Communes traversées
Le ru de Villars traverse trois communes, soit d'amont vers l'aval : Saint-Hilliers, Mortery et Rouilly, toutes situées dans le département de Seine-et-Marne.

### Bassin versant
Son bassin versant correspond à une zone hydrographique traversée 
« Le ru de Barcq de sa source au confluent de la Voulzie (exclu) (F231) », et s'étend sur 90 km2. Il est constitué à 92,79 % de « territoires agricoles », 3,43 % de « forêts et milieux semi-naturels » et 3,11 % de « territoires artificialisés ».

## Affluents
Le ru de Villars n’a  aucun affluent référencé par le SANDRE.
Donc, son rang de Strahler est de un.